# NGC 2314
NGC 2314 ist eine elliptische Galaxie vom Hubble-Typ E3 im Sternbild Camelopardalis am Nordsternhimmel. Sie ist schätzungsweise 177 Millionen Lichtjahre von der Milchstraße entfernt und hat einen Durchmesser von etwa 55.000 Lichtjahren. Vermutlich bildet sie gemeinsam mit IC 2174 ein gravitativ gebundenes Galaxienpaar.
Die Typ-Ia-Supernova SN 2005ai wurde hier beobachtet.
Das Objekt wurde am 1. August 1883 vom deutschen Astronomen Ernst Wilhelm Leberecht Tempel entdeckt.